# 브라질 국립도서관
브라질 국립도서관(브라질 포르투갈어: Biblioteca Nacional do Brasil)은 리우데자네이루에 위치한 브라질의 국립도서관이다. 브라질 최대이자 라틴아메리카 최대의 도서관으로 1810년에 개관했다. 또한 세계에서 7번째로 큰 도서관으로 손꼽히는 도서관으로 900만 점의 소장품을 보유하고 있다. 
브라질 국립도서관은 라틴아메리카 최초의 문헌학 강의가 열린 곳이다.